# إبريكوم
إبراقة كان قلعة ومدينة في مقاطعة بريطانيا الرومانية. في بدايتها كانت أكبر مدينة في شمال بريطانيا وعاصمة إقليمية. وظل الموقع مشغولاً بعد سقوط الإمبراطورية الرومانية وتطورت في نهاية المطاف إلى مدينة يورك الحالية، واحتلت نفس الموقع في شمال يوركشاير، إنجلترا.
توفي إمبراطوران رومانيان في إبريكوم: سيبتيموس سيفيروس في 211 م، وقسطنطيوس كلوروس في 306 م.

## روابط خارجية
- The Romans in West Yorkshire
- Roman collections in the Yorkshire Museum
- York Minster Undercroft
- Roman Bath Museum